# 서울관광재단
서울관광재단(Seoul  Tourism Organization), 또는 STO는 서울 시민이 사랑하고, 자랑스러워하는 국제 관광도시 서울의 위상을 더욱 공고히 하고자 지방자치단체 출자･출연기관의 운영에 관한 법률, 민법 및 공익법인의 설립･운영에 관한 법률에 의거 2018년 5월 1일 설립되었다

## 개요
- 본사 : 서울특별시종로구 청계천로85(31빌딩) 6층
- 조직 : 2본부, 1실, 10팀, 1TF
- 비전 : 시민과 함께 서울관광의 변화와 도약을 이끄는 관광전문기관

## 추진전략 및 혁신과제
- 관광시민 행복증대
  - 관광시민이 행복한 생활관광 실현
  - 서울만의 특색있는 관광콘텐츠 발굴 및 관광명소화

- 관광생태계 지원 강화
  - 지속가능한 관광생태계 지원 및 업계 역량 강화
  - 국내외 관광 거버넌스 확대

- 서울관광의 부가가치확대
  - 고부가가치 MICE산업 육성
  - 글로벌 마케팅, R&D를 통한 부가가치 기반강화

- 공익기관의 역할·역량 강화
  - 소통과 협업의 조직문화확산
  - 변화를 통한 조직혁신 기반 마련

## 인재상
- 인재상 : 시민과 함께 서울관광의 가치를 높일 수 있는 인재 추구

- Global Specialist
  - 세계를 포용하는 전문가
  - 다양한 문화에 대한 이해의 폭이 넓고 국제 동향에 민첩하게 대응하는 인재

- Smart Risk-Taker
  - 변화를 즐기는 혁신가
  - 환경변화에 유연하게 대처하며 변화를 두려워하지 않는 능동적인 인재

- Strategic Designer
  - 종합적으로 사고하는 전략가
  - 문제해결을 위한 다각적인 시각과 분석능력을 가진 인재

- Open Collaborator
  - 소통하는 협력가
  - 상대방에 대한 이해를 바탕으로 통합의 시너지를 이끌어내는 인재

## 주요사업
- 관광상품 및 자원개발
  - 서울 MICE 얼라이언스 회원사 모집:[1]
- > 마이스 산업은 회의(Meeting)·포상관광(Incentives)·컨벤션(Convention)·전시회(Exhibition)를 연계한 융복합 산업이다.
  - 서울시 체험관광 콘텐츠 포털사이트, 원모어 트립
  - 서울 관광 자유이용권 디스커버서울패스
  - 한류관광
  - 우수관광상품 인증제
  - 대체숙박업 활성화
  - 문화관광해설사와 함께하는 서울도보관광

- 관광정보 및 서비스
  - 서울시 공식 관광정보사이트 VisitSeoul.net
  - 관광정보센터
  - 서울 관광 가이드 및 지도

- 축제 및 행사
  - 서울공정관광 국제포럼
  - 서울쇼핑페스타
  - 서울빛초롱축제(구 서울등축제)

- 해외홍보마케팅
  - 해외 설명회 개최 및 교역전 참가
  - 의료관광 활성화

## 사진

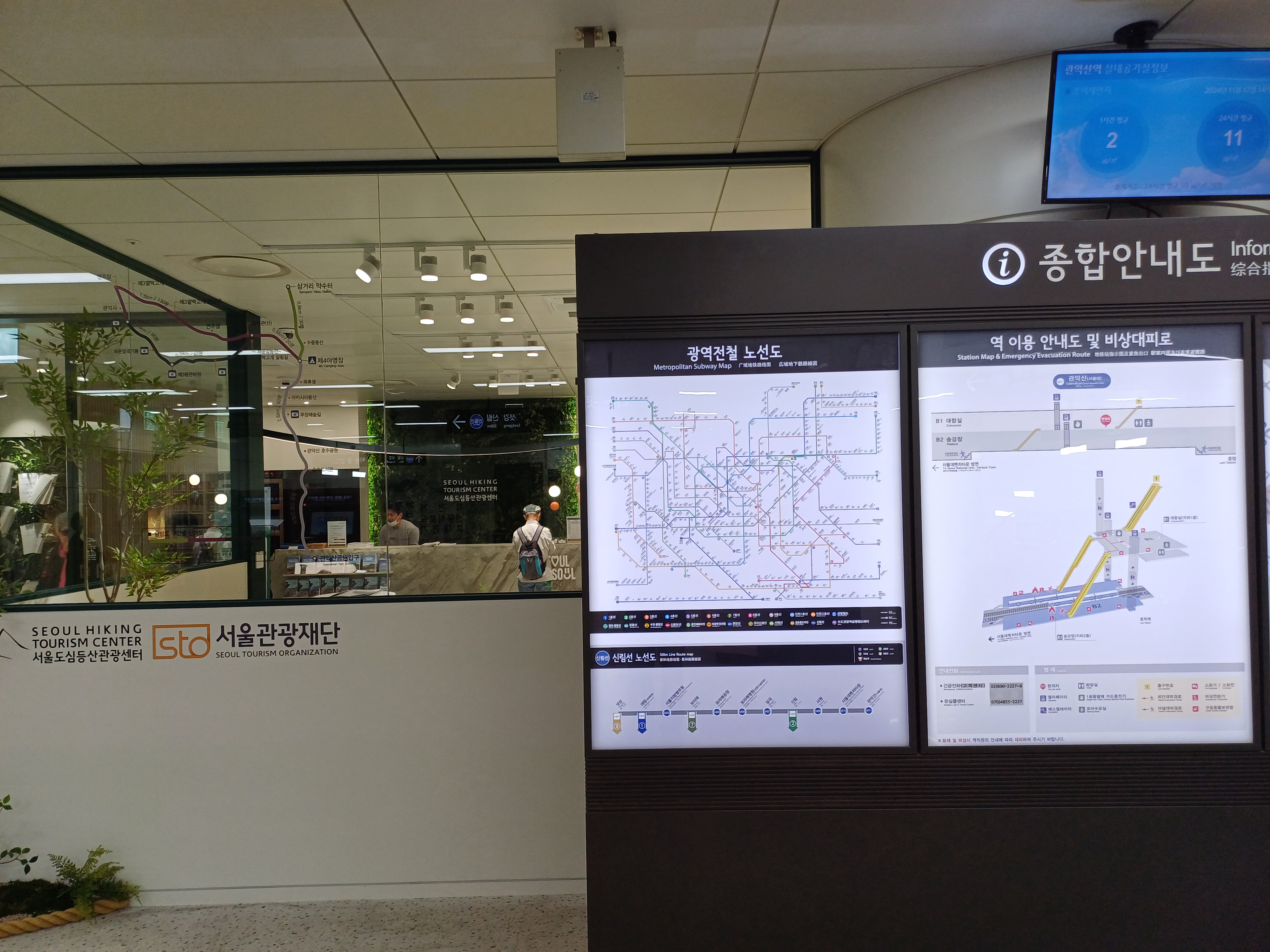
관악산역에 있는 서울도심등산관광센터

## 같이 보기
- 한국관광공사
- 대한민국 개요